# Ага Талыш
Ага Али Аббас Кызылбаш, также известный как Ага Талыш (урду آغا طالِش‎;
1923 — 19 февраля 1998) — пакистанский актёр, в основном известный характерными или отрицательными ролями.

## Биография
Талыш родился в Лудхиане, Британская Индия, в 1926 году. В кино дебютировал в 1947 году. Прорывом в его карьере стал фильм продюсера Сайфуддина Саифа «Саат Лакх» (1957), где его экранное исполнение популярной песни «Yaaro Mujhe Maaf Rakho Mein Nashe Mein Hoon» вызвало всеобщее восхищение.
Наиболее успешный фильм с его участием, «Шахид», вышел на экраны 5 января 1962 года. Фильм на актуальную тему Палестины по сценарию Риаза Шахида был спродюсирован и поставлен Халилом Кайсером. Его самым ярким моментом стал моментальный хит «Uss bewafa ka shehr hai aur hum hain dostau» известного поэта Мунир Ниази на музыку Рашида Аттре.
Талыш скончался после продолжительной болезни 19 февраля 1998 года в Лахоре, Пакистан. Его карьера в кино длилась 40 лет.

## Награды и признание
Талыш выиграл 6 премий Нигяр: в 1961, 1962, 1965, 1972, 1975 и 1994 годах.
Премия Pride of Performance от президента Пакистана в 1989 г.